# Луны-рыбы (род)
Лу́ны-ры́бы (лат. Mola) — род лучепёрых рыб отряда иглобрюхообразных. Обитают в умеренных и тропических зонах Атлантического, Индийского и Тихого океанов. Достигают длины от 80 см до 3,3 м и массы более 1 тонны. Живут в открытом море на глубине до 400 м. Питаются прежде всего медузами, а также планктоном, водорослями, ракообразными и рыбой. Размножение путём яйцерождения. Самый крупный вид обыкновенная луна-рыба (Mola mola) может вымётывать до 300 млн икринок. Странный, «обрубленный», облик этих рыб обусловлен атрофией задней части позвоночника и хвостового плавника. 

## Описание
У этих рыб огромное, сильно сжатое с боков тело в виде диска. Тазовый пояс редуцирован. Сдвинутые назад и лишённые колючих лучей спинной и анальный плавники образуют упругую хрящевую пластину, которую поддерживают их разветвленные мягкие лучи. Эта хвостовая пластина действует как весло. Во время индивидуального развития все виды семейства проходят сложный метаморфоз. Только что выклюнувшиеся личинки похожи на иглобрюхих рыб. По достижении длины 6—8 мм наступает кузовковая стадия — возникают широкие костные пластинки с большими треугольными выступами, которые потом дробятся на мелкие зубчики с треугольными выступами, образующими длинные шипы. На этой стадии ещё имеется личиночный хвостовой плавник. 
Жабры в виде отверстия, глаза и рот маленькие, грудные плавники округлые, брюшные плавники и хвостовой плавник отсутствуют. Рот оканчивается хорошо развитым клювом, образованным сросшимися зубами.
У представителей этого семейства наименьшее число позвонков среди рыб, у обыкновенной рыбы-луны их всего 16. Полностью отсутствуют кости хвостового плавника, а скелет в основном состоит из хрящевой ткани. Толстая и довольно грубая кожа лишена чешуи и покрыта костными выступами. Нет плавательного пузыря.  
Эти рыбы плохие пловцы. Они плавают с помощью дорсального и анального плавника, грудные плавники выступают в роли стабилизатора. Для выполнения поворота они выпускают изо рта или жабр сильную струю воды. Кроме того, они способны немного маневрировать, изменяя положение анального и спинного плавников, наподобие того, как птицы используют для манёвров крылья. 
Считается, что луны-рыбы способны с помощью глоточных зубов издавать скрежещущие звуки. У них сросшиеся зубы, образующие характерный для представителей отряда иглобрюхих «клюв», который не даёт им плотно закрыть рот. Несмотря на это, основу их рациона составляет мягкая пища, хотя иногда они поедают небольших рыб и ракообразных.  

## Биология
Кожа лун-рыб как и многих других крупных морских животных, часто покрывается паразитами и усоногими ракообразными. Чтобы очиститься от них, они приплывают в места скопления животных-чистильщиков. Там они начинают плавать, подняв голову почти вертикально к поверхности воды. Чтобы привлечь внимание морских птиц, например, чаек, которые также склёвывают паразитов и усоногих рачков, луны-рыбы выставляют из воды плавник или клюв.

## Взаимодействие с людьми
У этих рыб невкусное дряблое мясо. Однако в некоторых регионах западной части Тихого океана и на юге Атлантики ведётся специализированный промысел лун-рыб. Иногда их содержат в публичных аквариумах. Их легко кормить, так как они рефлекторно засасывают любой мелкий корм, поднесённый ко рту. Но они часто погибают, разбиваясь о стенки резервуаров. Изредка лун-рыб находят на берегу. Численность популяции лун-рыб снижается, они часто попадаются в качестве прилова.

## Классификация
Название семейства и одного из родов происходит от слова лат. mola — «жёрнов». К роду относят 3 вида:
- Mola mola — Обыкновенная луна-рыба[7]
- Mola ramsayi — Короткая луна-рыба
- Mola tecta[8].